# 妄執
妄執（もうしゅう）とは、妄想がこうじて、ある特定の考えに囚われてしまう事、またはその状態を指す。

## 概要
ある特定の主義・思想に感化され同調する事は誰にでも起こりうる事だが、妄執の場合には、その対象となる妄想自体が根拠や妥当性に欠けるために、客観的に見て甚だ困った状態に陥る事になる。
何かに固執する事は、頑なな態度とセットになって、初めて成立しうる。頑なであると言う事は、己の信奉する主義思想を捨てない…言い換えれば、否定されると極めて感情的に反応しうると言う事でもある。それだけに、あからさまに間違いや問題点を指摘されうる妄執においては、益々感情的に対応する機会が増えるという事でもある。
特に妄執の場合において、最も他人が行ってはいけないことは、当人の主張を真っ向から否定する事である。否定された「当人＝妄執の人」は、信奉しているモノが「正しいかどうか」を考える前に、「何故否定するか」を推論し、信奉対象を擁護する立場から、逆により強硬な感情反応を招いたりすることになる。本当に妄執を取り除くのは、周囲の理解と助けを得た当人自身の手だけである。